# Силікатні залізні руди
Силікатні залізні руди — залізні руди складені залізистими хлоритами (шамозитом, тюрингітом і ін.), які супроводжуються гідрооксидами заліза, іноді сидеритом.
Середній вміст заліза в рудах становить 25-40 %, домішка сірки — незначна, фосфору — до 1 %. Вони часто мають оолітову текстуру. В корі вивітрювання силікатні руди перетворюються в бурі, іноді в червоні (гідрогематитові) залізняки. Бурі залізняки складені гідрооксидами заліза, найчастіше гідроґетитом. Бурі залізняки утворюють осадові поклади (морські і континентальні) і родовища кори вивітрювання. Осадові руди часто мають оолітову текстуру. Середній вміст заліза в рудах становить 30-35 %. В бурих залізняках деяких родовищ міститься до 1-2 % марганцю. В природно-легованих бурих залізняках, що утворилися в корах вивітрювання ультраосновних порід, міститься 32-48 % заліза, до 1 % нікелю, до 2 % хрому, соті частки кобальту і ванадію. З таких руд без домішок виплавляються хромонікелеві чавуни і низьколегована сталь.